# Rừng gai Madagascar

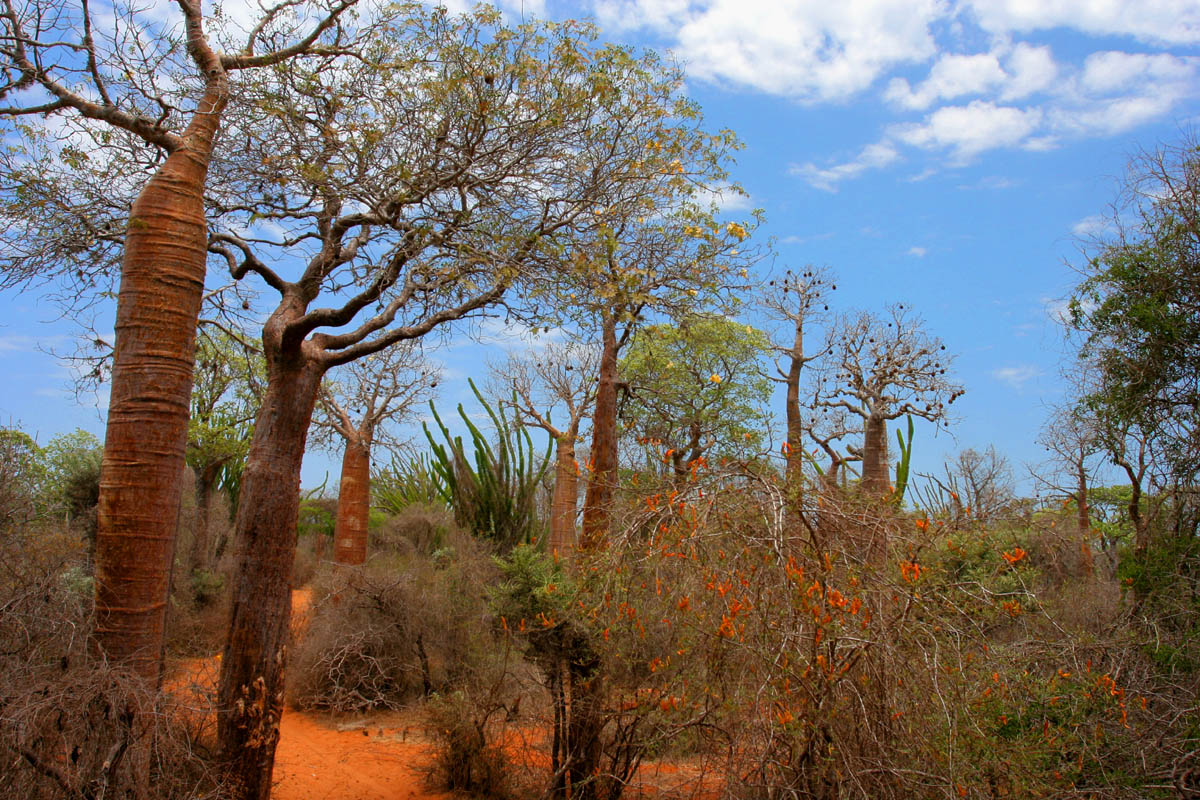
rừng gai tại Ifaty, thực vật đa dạng Adansonia (loài bao báp), Alluaudia procera (Madagascar ocotillo) và các thảm thực vật

Rừng gai Madagascar (còn gọi là rừng bụi gai Madagascar) là một vùng sinh thái ở Madagascar. Các loại thực vật sinh sống trên tầng đất kém, lượng mưa mùa đông thất thường, thấp. Ước tính có khoảng 14.000 đến 17.000 dặm vuông Anh (44.000 km2) được bao phủ sinh cảnh này, tất cả ở phía tây nam đất nước. Vùng sinh thái chứa một tỷ lệ đáng kể các loài thực vật đặc hữu.

## Thực vật đa dạng

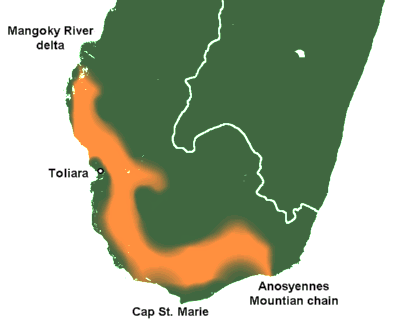
Mức độ gần đúng của các khu rừng gai ở tỉnh Toliara, Madagascar.

Nhiều thực vật thành phần cho biết sự thích nghi cực hạn hán. Thực vật gai thuộc họ đặc hữu Didiereaceae tạo nên thành phần dễ thấy, đặc biệt về phía đông. Chúng là cây thân gỗ nhưng có họ hàng xa với xương rồng (xem Caryophyllales). Thành phần còn lại của khu rừng được chi phối bởi các thành viên thuộc họ thực vật Burseraceae, Euphorbiaceae, Anacardiaceae và Fabaceae, tất cả có đại diện ở nơi khác.